# Kim Kirchen
Kim Kirchen (Luxemburgo, 3 de julho de 1978, Luxemburgo) é um ciclista luxemburguês, da equipe Team Columbia-HTC.